# QP–9-es konvoj
A QP–9-es konvoj a második világháború egyik hajókaravánja volt, amely a Szovjetunióból indult nyugatra. A QP kód az irányt (keletről nyugatra), a 9 a konvoj sorszámát jelenti. A 18 kereskedelmi hajó és kísérőik 1942. március 21-én indultak el a Kola-öbölből, és április 3-án megérkeztek az izlandi Reykjavíkba. A konvojt a Barents-tengeren megtámadta az U–655-ös német tengeralattjáró, de az egyik aknaszedő, a HMS Sharpshooter legázolta. A búvárhajó elsüllyedt, a teljes legénység, 45 ember meghalt, a brit hadihajó pedig megrongálódott, de folytatni tudta útját az izlandi fővárosig.

## A hajók

### Kereskedelmi hajók
| A hajó neve       | Nemzetisége               |
| ----------------- | ------------------------- |
| Ashabad           | Szovjetunió               |
| Barrwhin          | Egyesült Királyság        |
| City of Flint     | Amerikai Egyesült Államok |
| Daldorch          | Egyesült Királyság        |
| Earlston          | Egyesült Királyság        |
| Empire Baffin     | Egyesült Királyság        |
| Empire Byron      | Egyesült Királyság        |
| Empire Magpie     | Egyesült Királyság        |
| Hartlebury        | Egyesült Királyság        |
| Kingswood         | Egyesült Királyság        |
| Llandaff          | Egyesült Királyság        |
| Lowther Castle    | Egyesült Királyság        |
| Makawao           | Honduras                  |
| Marylyn           | Egyesült Királyság        |
| North King        | Panama                    |
| Selon             | Szovjetunió               |
| Sztyepan Halturin | Szovjetunió               |
| Trevorian         | Egyesült Királyság        |

### Kísérőhajók
| A hajó neve       | Nemzetisége        | Típusa                   |
| ----------------- | ------------------ | ------------------------ |
| HMS Ashanti       | Egyesült Királyság | Romboló                  |
| HMS Britomart     | Egyesült Királyság | Aknaszedő                |
| HMS Duke of York  | Egyesült Királyság | Csatahajó                |
| HMS Echo          | Egyesült Királyság | Romboló                  |
| HMS Edinburgh     | Egyesült Királyság | Könnyűcirkáló            |
| HMS Escapade      | Egyesült Királyság | Romboló                  |
| HMS Eskimo        | Egyesült Királyság | Romboló                  |
| HMS Faulknor      | Egyesült Királyság | Romboló                  |
| HMS Foresight     | Egyesült Királyság | Romboló                  |
| HMS Gossamer      | Egyesült Királyság | Aknaszedő                |
| Gremjascsij       | Szovjetunió        | Romboló                  |
| HMS Harrier       | Egyesült Királyság | Aknaszedő                |
| HMS Hussar        | Egyesült Királyság | Aknaszedő                |
| HMS Icarus        | Egyesült Királyság | Romboló                  |
| HMS Kent          | Egyesült Királyság | Nehézcirkáló             |
| HMS King George V | Egyesült Királyság | Csatahajó                |
| HMS Ledbury       | Egyesült Királyság | Romboló                  |
| HMS Marne         | Egyesült Királyság | Romboló                  |
| HMS Middleton     | Egyesült Királyság | Tengeralattjáró-elhárító |
| HMS Niger         | Egyesült Királyság | Aknaszedő                |
| HMS Offa          | Egyesült Királyság | Romboló                  |
| HMS Onslow        | Egyesült Királyság | Romboló                  |
| HMS Punjabi       | Egyesült Királyság | Romboló                  |
| HMS Renown        | Egyesült Királyság | Csatacirkáló             |
| HMS Sharpshooter  | Egyesült Királyság | Aknaszedő                |
| HMS Speedwell     | Egyesült Királyság | Aknaszedő                |
| HMS Tartar        | Egyesült Királyság | Romboló                  |
| HMS Victorious    | Egyesült Királyság | Repülőgép-hordozó        |
| HMS Wheatland     | Egyesült Királyság | Romboló                  |